# Bataanský pochod smrti
Bataanský pochod smrti (japonsky バターン死の行進) byl 128 kilometrů dlouhý nucený přesun 76 tisíc amerických a filipínských válečných zajatců v dubnu 1942 (včetně sedmi Čechů, z nichž dva během pochodu zemřeli) po bitvě o Bataan. Byl proveden japonskou císařskou armádou a byl provázen násilným jednáním japonských vojáků, které vyústilo ve vysoký počet obětí mezi zajatci (7 až 10 tisíc osob). Spojenecká vojenská komise pochod označila za válečný zločin a místní velitel japonské armády Homma Masaharu byl za tento zločin 3. dubna 1946 popraven.

## Pochod
Pochod začal 10. a 11. dubna a směřoval k San Fernandské železnici. Ze začátku se výjimečně objevovaly projevy laskavosti ze strany japonských důstojníků a vojáků jako půjčování jídla a cigaret nebo povolení ponechat si osobní předměty. Ty byly však brzy vystřídány nelítostným zacházením, krádežemi a brutálními popravami. Obyčejný japonský voják totiž v bitvě o Bataan také mnohé vytrpěl, a tak choval ke svým zajatcům pouze znechucení a nenávist.
Během pochodu dostávali zajatci málo jídla a pití a mnozí z nich zemřeli. Byli vystavováni hrubému fyzickému násilí; běžnou formou mučení byla „sluneční léčba“. Vězni byli nuceni sedět na přímém slunečním světle bez pokrývky hlavy. Když někdo požádal o vodu, byl zastřelen. Někteří byli přinuceni sedět nazí, nebo na dohled od čerstvé vody. Ti, co upadli nebo nemohli pokračovat dále kvůli únavě, byli přejížděni nákladními vozidly nebo zabíjeni „úklidovými četami“. Dále byli zajatci náhodně biti nebo bodáni bajonety.
Když přeživší dorazili do Balangy, přelidnění a špatné hygienické podmínky zapříčinily rychlé šíření úplavice a dalších nemocí. Japonci neposkytli zajatcům žádnou zdravotní péči, a tak musel americký zdravotnický personál vystačit s minimem zásob. Po příchodu do San Fernanda byli vězni naloženi do přecpaných rozpálených krytých železničních vagónů a převezeni po několika hodinách do Capasu. V každém vozu bylo až 100 vězňů, což jen umocnilo řádění chorob. Poté následoval 14 kilometrů dlouhý pochod do vězeňského tábora. I po příchodu na místo určení vojáci umírali po stovkách denně. Většina mrtvých byla pohřbena v masových hrobech. Odhadem pochod nepřežilo asi 20 000 amerických a filipínských válečných zajatců.

## Veřejné reakce

Americký plakát vybízející k potrestání Japonců zodpovědných za Bataanský pochod.

### Spojené státy
Teprve 27. ledna 1944 informovala vláda Spojených států veřejnost o pochodu, poté, co zveřejnila prohlášení vojenských důstojníků, kteří uprchli. Krátce nato se příběhy těchto důstojníků dostaly do časopisu Life. Společně s dalšími japonskými akcemi měl Bataanský pochod smrti vyvolat ve Spojených státech zuřivost.

### Japonsko
Ve snaze snížit hodnotu pochodu pro americkou propagandu přiměli Japonci filipínské noviny otisknout, že se zajatci bylo zacházeno humánně a jejich vysokou úmrtnost přičítají americkým velitelům, kteří se odmítali vzdát, dokud jejich mužstvo nebylo na pokraji smrti.

## Česká účast
Od 30. let 20. století na Filipínách žilo několik desítek Čechů, z nichž celkem 14 se na začátku války přihlásilo dobrovolně do americké armády, zpočátku bez odezvy. Po okupaci zbytku českých zemí Německem začali být považováni za německé občany a dostali nabídku, aby se vrátili do Německé říše. Odmítli však a naopak se přidali na stranu Američanů a Filipínců v boji s Japonci. Po pádu poloostrova Bataan se sedmi z nich podařilo odletět s americkým velitelstvím. Dalším se podařilo uprchnout na ostrov Corregidor a pokračovat v bojích až do definitivního pádu Američanů na Filipínách.
Sedm z Čechů bylo zajato, dva z nich zahynuli během Bataanského pochodu smrti. Jeden byl Japonci popraven, protože kradl jídlo pro své filipínské spoluvězně. Druhý zemřel na následky fyzických útrap. Zbylých pět zahynulo později při americkém bombardování na lodi se zajatci. 11. dubna 2012 filipínská vláda tyto Čechy (Jana Bžocha, Pavla Fuchse, Lea Heřmana, Jaroslava Hrdinu, Freda Lenka, Josefa Vařáka a Antonína Volného) posmrtně vyznamenala. Josef Vařák dostal i nejvyšší americké vyznamenání pro civilisty – Medal of Freedom, stejně jako i někteří ze zachráněných Čechů.